# Alex Morgan
Alexandra Patricia Morgan (San Dimas, 2 luglio 1989) è un'ex calciatrice statunitense, di ruolo attaccante.

## Biografia
Nel dicembre del 2014 si è sposata con il calciatore Servando Carrasco. La coppia ha una figlia, Charlie Elena, nata il 7 maggio 2020.
Il 20 agosto 2012 ha firmato un contratto con la Simon & Schuster Children's Publishing per la creazione della tetralogia letteraria The Kicks; successivamente ha dichiarato di volere "ispirare con i suoi libri le ragazze adolescenti e manifestare il suo amore per il calcio". Il 1º settembre 2012 l'editore ha annunciato la data di uscita dei primi due romanzi (Saving The Team e Sabotage Season). Saving the Team ha debuttato alla posizione numero sette nella classifica dei libri più venduti del New York Times nella categoria Children's Middle Grade.
Nel giugno 2015 Amazon Prime ha pubblicato un episodio pilota di The Kicks, basato sull'omonima tetralogia letteraria, con David Babcock come sceneggiatore; da esso ne è stata poi tratta una serie canonica composta da dieci episodi, andata in onda tra l'agosto e il settembre del 2016.
Nel settembre 2015 è apparsa sulla copertina dell'edizione statunitense del videogioco calcistico FIFA 16, insieme al calciatore argentino Lionel Messi. Nel 2018 è stata la protagonista insieme a Siena Agudong della commedia Alex and Me.
Nel settembre 2024 annuncia il ritiro dal calcio, rivelando di essere nuovamente incinta.

## Carriera

### Calcio universitario
Morgan si è iscritta all'Università di Georgetown a Washington nella primavera del 2007, affiancando al percorso accademico il suo impegno sportivo indossando la maglia della squadra di calcio femminile universitario dell'istituto, le Georgetown Hoyas, disputando la Division I della National Collegiate Athletic Association (NCAA) fino al 2010.

### Club

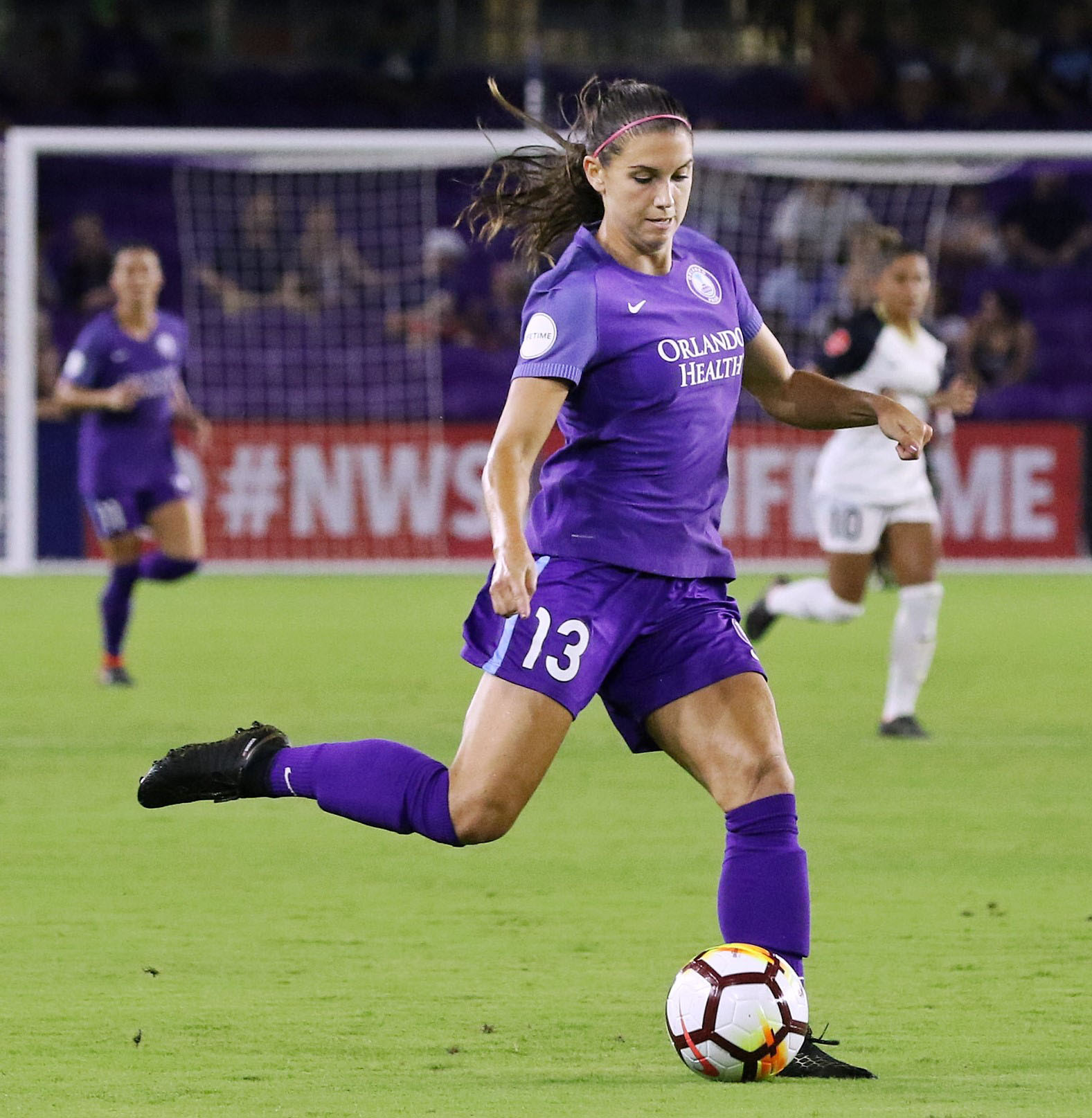
Morgan all' nel 2018.

In seguito veste la maglia di varie squadre statunitensi, sia nella United Soccer Leagues W-League che nella Women's Professional Soccer. Nel 2013 ha debuttato nella National Women's Soccer League (NWSL) con il Portland Thorns, vincendo il campionato nella stagione inaugurale. Dopo tre stagioni, nel 2016 si trasferisce all'Orlando Pride, altro club della NWSL. Nel gennaio 2017 si è trasferita in Europa, per giocare in prestito semestrale nell'Olympique Lione. Con la maglia della squadra francese ha realizzato 12 reti in 16 partite ufficiali tra campionato e coppe e, al termine della stagione 2016-2017, ha conquistato uno storico treble (Division 1 Féminine, Coupe de France Féminine e UEFA Women's Champions League). Nel 2017 fa ritorno all'Orlando Pride, giocandovi le tre stagioni successive.
Nel settembre 2020 si trasferisce in Europa, firmando un contratto fino al termine dell'anno solare con il Tottenham, club della FA Women's Super League. All'inizio del 2021 fa ritorno all'Orlando Pride.
Nel dicembre 2021 passa al San Diego Wave nell'ambito di una trade.
Nel 2024, a sorpresa, non viene convocata dalla selezionatrice Emma Hayes per il torneo olimpico di Parigi; dopodiché il 5 settembre 2024 annuncia il ritiro dal calcio, rivelando di essere incinta del secondo figlio: scende in campo per l'ultima volta tre giorni dopo, nel match San Diego-North Carolina perso 1-4, venendo sostituita al 13'.

### Nazionale
Il 31 marzo 2010 ha fatto il suo esordio con la nazionale statunitense, nella vittoria per 1-0 contro il Messico. Il 6 ottobre seguente ha messo a segno il suo primo gol con la nazionale, nella partita vinta per 2-1 contro la Cina.
Con gli Stati Uniti ha realizzato 121 gol in 215 partite ufficiali, ricoprendo anche il ruolo di capitano tra il 2018 e il 2019. Nel 2012 ha vinto la medaglia d'oro al torneo olimpico di Londra, mentre nel 2015 e nel 2019 ha conquistato il campionato mondiale.

## Statistiche

### Presenze e reti nei club
Statistiche aggiornate al 7 novembre 2023.
| Stagione               | Squadra                | Campionato             | Campionato | Campionato | Coppe nazionali | Coppe nazionali | Coppe nazionali | Coppe continentali | Coppe continentali | Coppe continentali | Altre coppe | Altre coppe | Altre coppe | Totale | Totale |
| Stagione               | Squadra                | Comp                   | Pres       | Reti       | Comp            | Pres            | Reti            | Comp               | Pres               | Reti               | Comp        | Pres        | Reti        | Pres   | Reti   |
| ---------------------- | ---------------------- | ---------------------- | ---------- | ---------- | --------------- | --------------- | --------------- | ------------------ | ------------------ | ------------------ | ----------- | ----------- | ----------- | ------ | ------ |
| 2010                   | Pali Blues             | USLW                   | 3          | 1          | -               | -               | -               | -                  | -                  | -                  | -           | -           | -           | 3      | 1      |
| 2011                   | Western NY Flash       | WPSL                   | 13+1       | 4+0        | -               | -               | -               | -                  | -                  | -                  | -           | -           | -           | 14     | 4      |
| 2012                   | Seattle Sounders       | USLW                   | 3          | 2          | -               | -               | -               | -                  | -                  | -                  | -           | -           | -           | 3      | 2      |
| 2013                   | Portland Thorns        | NWSL                   | 18+1       | 8+0        | -               | -               | -               | -                  | -                  | -                  | -           | -           | -           | 19     | 8      |
| 2014                   | Portland Thorns        | NWSL                   | 14+1       | 6+0        | -               | -               | -               | -                  | -                  | -                  | -           | -           | -           | 15     | 6      |
| 2015                   | Portland Thorns        | NWSL                   | 4          | 1          | -               | -               | -               | -                  | -                  | -                  | -           | -           | -           | 4      | 1      |
| Totale Portland Thorns | Totale Portland Thorns | Totale Portland Thorns | 38         | 15         |                 | 0               | 0               |                    | 0                  | 0                  |             | 0           | 0           | 38     | 15     |
| 2016                   | Orlando Pride          | NWSL                   | 15         | 4          | -               | -               | -               | -                  | -                  | -                  | -           | -           | -           | 15     | 4      |
| gen.-giu. 2017         | Olympique Lione        | D1                     | 8          | 5          | CF              | 3               | 7               | WCL                | 5                  | 0                  | -           | -           | -           | 16     | 12     |
| 2017                   | Orlando Pride          | NWSL                   | 13+1       | 9+0        | -               | -               | -               | -                  | -                  | -                  | -           | -           | -           | 14     | 9      |
| 2018                   | Orlando Pride          | NWSL                   | 19         | 5          | -               | -               | -               | -                  | -                  | -                  | -           | -           | -           | 19     | 5      |
| 2019                   | Orlando Pride          | NWSL                   | 6          | 0          | -               | -               | -               | -                  | -                  | -                  | -           | -           | -           | 4      | 0      |
| giu.-dic. 2020         | Tottenham              | WSL                    | 4          | 2          | WFC             | 1               | 0               | -                  | -                  | -                  | -           | -           | -           | 5      | 2      |
| 2021                   | Orlando Pride          | NWSL                   | 13         | 5          | USCC            | 2               | 0               | -                  | -                  | -                  | -           | -           | -           | 15     | 5      |
| Totale Orlando Pride   | Totale Orlando Pride   | Totale Orlando Pride   | 67         | 23         |                 | 2               | 0               |                    | 0                  | 0                  |             | 0           | 0           | 69     | 23     |
| 2022                   | San Diego Wave FC      | NWSL                   | 19         | 16         | USCC            | 6               | 4               | -                  | -                  | -                  | -           | -           | -           | 25     | 20     |
| 2023                   | San Diego Wave FC      | NWSL                   | 20         | 7          | USCC            | 1               | 0               | -                  | -                  | -                  | -           | -           | -           | 21     | 7      |
| Totale San Diego Wave  | Totale San Diego Wave  | Totale San Diego Wave  | 39         | 23         |                 | 7               | 4               |                    | -                  | -                  |             | -           | -           | 46     | 27     |
| Totale carriera        | Totale carriera        | Totale carriera        | 176        | 75         |                 | 13              | 11              |                    | 5                  | 0                  |             | 0           | 0           | 194    | 86     |

### Cronologia presenze e reti in nazionale
| Cronologia completa delle presenze e delle reti in nazionale ― Stati Uniti | Cronologia completa delle presenze e delle reti in nazionale ― Stati Uniti | Cronologia completa delle presenze e delle reti in nazionale ― Stati Uniti | Cronologia completa delle presenze e delle reti in nazionale ― Stati Uniti | Cronologia completa delle presenze e delle reti in nazionale ― Stati Uniti | Cronologia completa delle presenze e delle reti in nazionale ― Stati Uniti | Cronologia completa delle presenze e delle reti in nazionale ― Stati Uniti | Cronologia completa delle presenze e delle reti in nazionale ― Stati Uniti |
| Data                                                                       | Città                                                                      | In casa                                                                    | Risultato                                                                  | Ospiti                                                                     | Competizione                                                               | Reti                                                                       | Note                                                                       |
| -------------------------------------------------------------------------- | -------------------------------------------------------------------------- | -------------------------------------------------------------------------- | -------------------------------------------------------------------------- | -------------------------------------------------------------------------- | -------------------------------------------------------------------------- | -------------------------------------------------------------------------- | -------------------------------------------------------------------------- |
| 31-3-2010                                                                  | Sandy                                                                      | Stati Uniti                                                                | 1 – 0                                                                      | Messico                                                                    | Amichevole                                                                 | -                                                                          | 46’                                                                        |
| 22-5-2010                                                                  | Cleveland                                                                  | Stati Uniti                                                                | 4 – 0                                                                      | Germania                                                                   | Amichevole                                                                 | -                                                                          | 64’                                                                        |
| 6-10-2010                                                                  | Chester                                                                    | Stati Uniti                                                                | 2 – 1                                                                      | Cina                                                                       | Amichevole                                                                 | 1                                                                          | 71’                                                                        |
| 30-10-2010                                                                 | Cancún                                                                     | Stati Uniti                                                                | 9 – 0                                                                      | Guatemala                                                                  | Qual. Mondiali 2011                                                        | 1                                                                          | 38’                                                                        |
| 1-11-2010                                                                  | Cancún                                                                     | Stati Uniti                                                                | 4 – 0                                                                      | Costa Rica                                                                 | Qual. Mondiali 2011                                                        | 1                                                                          | 61’                                                                        |
| 5-11-2010                                                                  | Cancún                                                                     | Stati Uniti                                                                | 1 – 2                                                                      | Messico                                                                    | Qual. Mondiali 2011                                                        | -                                                                          | 60’                                                                        |
| 8-11-2010                                                                  | Cancún                                                                     | Costa Rica                                                                 | 0 – 3                                                                      | Stati Uniti                                                                | Qual. Mondiali 2011                                                        | -                                                                          | 68’                                                                        |
| 20-11-2010                                                                 | Padova                                                                     | Italia                                                                     | 0 – 1                                                                      | Stati Uniti                                                                | Qual. Mondiali 2011                                                        | 1                                                                          |                                                                            |
| 21-1-2011                                                                  | Chongqing                                                                  | Svezia                                                                     | 2 – 1                                                                      | Stati Uniti                                                                | Amichevole                                                                 | -                                                                          | 74’                                                                        |
| 23-1-2011                                                                  | Chongqing                                                                  | Stati Uniti                                                                | 2 – 1                                                                      | Canada                                                                     | Amichevole                                                                 | -                                                                          |                                                                            |
| 25-1-2011                                                                  | Chongqing                                                                  | Cina                                                                       | 1 – 2                                                                      | Stati Uniti                                                                | Amichevole                                                                 | -                                                                          | 71’                                                                        |
| 2-3-2011                                                                   | Vila Real de Santo António                                                 | Stati Uniti                                                                | 2 – 1                                                                      | Giappone                                                                   | Algarve Cup 2011 - 1º turno                                                | -                                                                          | 63’                                                                        |
| 4-3-2011                                                                   | Vila Real de Santo António                                                 | Stati Uniti                                                                | 2 – 1                                                                      | Norvegia                                                                   | Algarve Cup 2011 - 1º turno                                                | -                                                                          | 46’                                                                        |
| 7-3-2011                                                                   | Algarve                                                                    | Stati Uniti                                                                | 4 – 0                                                                      | Finlandia                                                                  | Algarve Cup 2011 - 1º turno                                                | 2                                                                          | 70’                                                                        |
| 9-3-2011                                                                   | Faro                                                                       | Islanda                                                                    | 2 – 4                                                                      | Stati Uniti                                                                | Algarve Cup 2011 - Finale                                                  | 1                                                                          | 74’                                                                        |
| 2-4-2011                                                                   | Londra                                                                     | Inghilterra                                                                | 2 – 1                                                                      | Stati Uniti                                                                | Amichevole                                                                 | -                                                                          | 70’                                                                        |
| 14-5-2011                                                                  | Columbus                                                                   | Stati Uniti                                                                | 2 – 0                                                                      | Giappone                                                                   | Amichevole                                                                 | -                                                                          | 76’                                                                        |
| 18-5-2011                                                                  | Cary                                                                       | Stati Uniti                                                                | 2 – 0                                                                      | Giappone                                                                   | Amichevole                                                                 | -                                                                          | 61’                                                                        |
| 5-6-2011                                                                   | Harrison                                                                   | Stati Uniti                                                                | 1 – 0                                                                      | Messico                                                                    | Amichevole                                                                 | -                                                                          |                                                                            |
| 28-6-2011                                                                  | Dresda                                                                     | Stati Uniti                                                                | 2 – 0                                                                      | Corea del Nord                                                             | Mondiali 2011 - 1º turno                                                   | -                                                                          | 75’                                                                        |
| 6-7-2011                                                                   | Wolfsburg                                                                  | Svezia                                                                     | 2 – 1                                                                      | Stati Uniti                                                                | Mondiali 2011 - 1º turno                                                   | -                                                                          | 46’                                                                        |
| 10-7-2011                                                                  | Dresda                                                                     | Brasile                                                                    | 2 – 2                                                                      | Stati Uniti                                                                | Mondiali 2011 - Quarti di finale                                           | -                                                                          | 72’                                                                        |
| 13-7-2011                                                                  | Mönchengladbach                                                            | Francia                                                                    | 1 – 3                                                                      | Stati Uniti                                                                | Mondiali 2011 - Semifinale                                                 | 1                                                                          | 56’                                                                        |
| 17-7-2011                                                                  | Francoforte sul Meno                                                       | Giappone                                                                   | 2 – 2                                                                      | Stati Uniti                                                                | Mondiali 2011 - Finale                                                     | 1                                                                          |                                                                            |
| 17-9-2011                                                                  | Kansas City                                                                | Stati Uniti                                                                | 1 – 1                                                                      | Canada                                                                     | Amichevole                                                                 | -                                                                          | 57’                                                                        |
| 22-9-2011                                                                  | Portland                                                                   | Stati Uniti                                                                | 3 – 0                                                                      | Canada                                                                     | Amichevole                                                                 | 1                                                                          | 77’                                                                        |
| 19-11-2011                                                                 | Glendale                                                                   | Stati Uniti                                                                | 1 – 1                                                                      | Svezia                                                                     | Amichevole                                                                 | -                                                                          | 74’                                                                        |
| 20-1-2012                                                                  | Vancouver                                                                  | Rep. Dominicana                                                            | 0 – 14                                                                     | Stati Uniti                                                                | Qual. Olimpiadi 2012                                                       | -                                                                          | 46’                                                                        |
| 22-1-2012                                                                  | Vancouver                                                                  | Stati Uniti                                                                | 13 – 0                                                                     | Guatemala                                                                  | Qual. Olimpiadi 2012                                                       | 1                                                                          | 46’                                                                        |
| 27-1-2012                                                                  | Vancouver                                                                  | Stati Uniti                                                                | 3 – 0                                                                      | Costa Rica                                                                 | Qual. Olimpiadi 2012                                                       | 1                                                                          | 63’                                                                        |
| 29-1-2012                                                                  | Vancouver                                                                  | Canada                                                                     | 0 – 4                                                                      | Stati Uniti                                                                | Qual. Olimpiadi 2012                                                       | 2                                                                          |                                                                            |
| 11-2-2012                                                                  | Frisco                                                                     | Stati Uniti                                                                | 2 – 1                                                                      | Nuova Zelanda                                                              | Amichevole                                                                 | 2                                                                          |                                                                            |
| 29-2-2012                                                                  | Lagos                                                                      | Stati Uniti                                                                | 5 – 0                                                                      | Danimarca                                                                  | Algarve Cup 2012 - 1º turno                                                | 2                                                                          |                                                                            |
| 2-3-2012                                                                   | Lagos                                                                      | Stati Uniti                                                                | 2 – 1                                                                      | Norvegia                                                                   | Algarve Cup 2012 - 1º turno                                                | -                                                                          | 78’                                                                        |
| 5-3-2012                                                                   | Faro                                                                       | Giappone                                                                   | 1 – 0                                                                      | Stati Uniti                                                                | Algarve Cup 2012 - 1º turno                                                | -                                                                          |                                                                            |
| 7-3-2012                                                                   | Lagoa                                                                      | Svezia                                                                     | 0 – 4                                                                      | Stati Uniti                                                                | Algarve Cup 2012 - Finale 3º posto                                         | 3                                                                          |                                                                            |
| 1-4-2012                                                                   | Sendai                                                                     | Giappone                                                                   | 1 – 1                                                                      | Stati Uniti                                                                | Amichevole                                                                 | 1                                                                          | 82’                                                                        |
| 3-4-2012                                                                   | Chiba                                                                      | Stati Uniti                                                                | 3 – 0                                                                      | Brasile                                                                    | Amichevole                                                                 | -                                                                          | 71’                                                                        |
| 27-5-2012                                                                  | Chester                                                                    | Stati Uniti                                                                | 4 – 1                                                                      | Cina                                                                       | Amichevole                                                                 | 2                                                                          |                                                                            |
| 16-6-2012                                                                  | Halmstad                                                                   | Svezia                                                                     | 1 – 3                                                                      | Stati Uniti                                                                | Amichevole                                                                 | 1                                                                          | 74’                                                                        |
| 18-6-2012                                                                  | Halmstad                                                                   | Germania                                                                   | 1 – 4                                                                      | Stati Uniti                                                                | Amichevole                                                                 | 2                                                                          | 69’                                                                        |
| 1-7-2012                                                                   | Sandy                                                                      | Stati Uniti                                                                | 2 – 1                                                                      | Canada                                                                     | Amichevole                                                                 | -                                                                          | 51’                                                                        |
| 25-7-2012                                                                  | Glasgow                                                                    | Stati Uniti                                                                | 4 – 2                                                                      | Francia                                                                    | Olimpiadi 2012 - 1º turno                                                  | 2                                                                          | 76’                                                                        |
| 28-7-2012                                                                  | Glasgow                                                                    | Stati Uniti                                                                | 3 – 0                                                                      | Colombia                                                                   | Olimpiadi 2012 - 1º turno                                                  | -                                                                          |                                                                            |
| 31-7-2012                                                                  | Manchester                                                                 | Stati Uniti                                                                | 1 – 0                                                                      | Corea del Nord                                                             | Olimpiadi 2012 - 1º turno                                                  | -                                                                          |                                                                            |
| 3-8-2012                                                                   | Newcastle upon Tyne                                                        | Stati Uniti                                                                | 2 – 0                                                                      | Nuova Zelanda                                                              | Olimpiadi 2012 - Quarti di finale                                          | -                                                                          | 80’                                                                        |
| 6-8-2012                                                                   | Manchester                                                                 | Canada                                                                     | 3 – 4                                                                      | Stati Uniti                                                                | Olimpiadi 2012 - Semifinale                                                | 1                                                                          |                                                                            |
| 9-8-2012                                                                   | Londra                                                                     | Stati Uniti                                                                | 2 – 1                                                                      | Giappone                                                                   | Olimpiadi 2012 - Finale                                                    | -                                                                          |                                                                            |
| 1-9-2012                                                                   | Rochester                                                                  | Stati Uniti                                                                | 8 – 0                                                                      | Costa Rica                                                                 | Amichevole                                                                 | 1                                                                          |                                                                            |
| 16-9-2012                                                                  | Carson                                                                     | Stati Uniti                                                                | 2 – 1                                                                      | Australia                                                                  | Amichevole                                                                 | 1                                                                          | 78’                                                                        |
| 19-9-2012                                                                  | Commerce City                                                              | Stati Uniti                                                                | 6 – 2                                                                      | Australia                                                                  | Amichevole                                                                 | 2                                                                          | 74’                                                                        |
| 20-10-2012                                                                 | Bridgeview                                                                 | Stati Uniti                                                                | 1 – 1                                                                      | Germania                                                                   | Amichevole                                                                 | -                                                                          |                                                                            |
| 23-10-2012                                                                 | East Rutherford                                                            | Stati Uniti                                                                | 2 – 2                                                                      | Germania                                                                   | Amichevole                                                                 | -                                                                          |                                                                            |
| 28-11-2012                                                                 | Portland                                                                   | Stati Uniti                                                                | 5 – 0                                                                      | Irlanda                                                                    | Amichevole                                                                 | 3                                                                          | 59’                                                                        |
| 1-12-2012                                                                  | Glendale                                                                   | Stati Uniti                                                                | 2 – 0                                                                      | Inghilterra                                                                | Amichevole                                                                 | 1                                                                          | 60’                                                                        |
| 8-12-2012                                                                  | Detroit                                                                    | Stati Uniti                                                                | 2 – 0                                                                      | Cina                                                                       | Amichevole                                                                 | -                                                                          | 46’                                                                        |
| 12-12-2012                                                                 | Houston                                                                    | Stati Uniti                                                                | 4 – 0                                                                      | Cina                                                                       | Amichevole                                                                 | -                                                                          | 75’                                                                        |
| 15-12-2012                                                                 | Boca Raton                                                                 | Stati Uniti                                                                | 4 – 1                                                                      | Argentina                                                                  | Amichevole                                                                 | -                                                                          | 46’                                                                        |
| 9-2-2013                                                                   | Jacksonville                                                               | Stati Uniti                                                                | 4 – 1                                                                      | Scozia                                                                     | Amichevole                                                                 | -                                                                          | 41’                                                                        |
| 6-3-2013                                                                   | Albufeira                                                                  | Stati Uniti                                                                | 3 – 0                                                                      | Islanda                                                                    | Algarve Cup 2013 - 1º turno                                                | -                                                                          |                                                                            |
| 8-3-2013                                                                   | Albufeira                                                                  | Stati Uniti                                                                | 5 – 0                                                                      | Cina                                                                       | Algarve Cup 2013 - 1º turno                                                | -                                                                          | 67’                                                                        |
| 11-3-2013                                                                  | Lagos                                                                      | Svezia                                                                     | 1 – 1                                                                      | Stati Uniti                                                                | Algarve Cup 2013 - 1º turno                                                | 1                                                                          |                                                                            |
| 13-3-2013                                                                  | Algarve                                                                    | Germania                                                                   | 0 – 2                                                                      | Stati Uniti                                                                | Algarve Cup 2013 - Finale                                                  | 2                                                                          |                                                                            |
| 5-4-2013                                                                   | Offenbach am Main                                                          | Germania                                                                   | 3 – 3                                                                      | Stati Uniti                                                                | Amichevole                                                                 | 1                                                                          |                                                                            |
| 9-4-2013                                                                   | Rotterdam                                                                  | Paesi Bassi                                                                | 1 – 3                                                                      | Stati Uniti                                                                | Amichevole                                                                 | -                                                                          | 79’                                                                        |
| 2-6-2013                                                                   | Toronto                                                                    | Canada                                                                     | 0 – 3                                                                      | Stati Uniti                                                                | Amichevole                                                                 | 2                                                                          | 83’                                                                        |
| 15-6-2013                                                                  | Foxborough                                                                 | Stati Uniti                                                                | 4 – 1                                                                      | Corea del Sud                                                              | Amichevole                                                                 | -                                                                          |                                                                            |
| 20-6-2013                                                                  | Harrison                                                                   | Stati Uniti                                                                | 5 – 0                                                                      | Brasile                                                                    | Amichevole                                                                 | -                                                                          | 49’                                                                        |
| 20-10-2013                                                                 | San Antonio                                                                | Stati Uniti                                                                | 4 – 0                                                                      | Australia                                                                  | Amichevole                                                                 | -                                                                          |                                                                            |
| 10-11-2013                                                                 | Orlando                                                                    | Stati Uniti                                                                | 4 – 1                                                                      | Argentina                                                                  | Amichevole                                                                 | -                                                                          | 68’                                                                        |
| 14-6-2014                                                                  | Tampa                                                                      | Stati Uniti                                                                | 1 – 0                                                                      | Francia                                                                    | Amichevole                                                                 | -                                                                          | 49’                                                                        |
| 19-6-2014                                                                  | East Rutherford                                                            | Stati Uniti                                                                | 2 – 2                                                                      | Francia                                                                    | Amichevole                                                                 | 2                                                                          | 46’                                                                        |
| 20-8-2014                                                                  | Cary                                                                       | Stati Uniti                                                                | 4 – 1                                                                      | Svizzera                                                                   | Amichevole                                                                 | -                                                                          | 67’                                                                        |
| 13-9-2014                                                                  | Sandy                                                                      | Stati Uniti                                                                | 8 – 0                                                                      | Messico                                                                    | Amichevole                                                                 | 2                                                                          |                                                                            |
| 18-9-2014                                                                  | Rochester                                                                  | Stati Uniti                                                                | 4 – 0                                                                      | Messico                                                                    | Amichevole                                                                 | 1                                                                          | 46’                                                                        |
| 15-10-2014                                                                 | Kansas City                                                                | Stati Uniti                                                                | 1 – 0                                                                      | Trinidad e Tobago                                                          | Amichevole                                                                 | -                                                                          |                                                                            |
| 18-10-2014                                                                 | Bridgeview                                                                 | Stati Uniti                                                                | 5 – 0                                                                      | Guatemala                                                                  | CONCACAF Championship 2014 - 1º turno                                      | -                                                                          | 46’                                                                        |
| 8-2-2015                                                                   | Lorient                                                                    | Francia                                                                    | 2 – 0                                                                      | Stati Uniti                                                                | Amichevole                                                                 | -                                                                          | 76’                                                                        |
| 13-2-2015                                                                  | Milton Keynes                                                              | Inghilterra                                                                | 0 – 1                                                                      | Stati Uniti                                                                | Amichevole                                                                 | 1                                                                          | 90+2’                                                                      |
| 4-3-2015                                                                   | Vila Real de Santo António                                                 | Norvegia                                                                   | 1 – 2                                                                      | Stati Uniti                                                                | Algarve Cup 2015 - 1º turno                                                | -                                                                          | 79’                                                                        |
| 6-3-2015                                                                   | Vila Real de Santo António                                                 | Stati Uniti                                                                | 3 – 0                                                                      | Svizzera                                                                   | Algarve Cup 2015 - 1º turno                                                | 1                                                                          |                                                                            |
| 9-3-2015                                                                   | Lagos                                                                      | Stati Uniti                                                                | 0 – 0                                                                      | Islanda                                                                    | Algarve Cup 2015 - 1º turno                                                | -                                                                          | 76’                                                                        |
| 11-3-2015                                                                  | Faro                                                                       | Francia                                                                    | 0 – 2                                                                      | Stati Uniti                                                                | Algarve Cup 2015 - Finale                                                  | -                                                                          |                                                                            |
| 4-4-2015                                                                   | Saint Louis                                                                | Stati Uniti                                                                | 4 – 0                                                                      | Nuova Zelanda                                                              | Amichevole                                                                 | -                                                                          | 73’                                                                        |
| 8-6-2015                                                                   | Winnipeg                                                                   | Stati Uniti                                                                | 3 – 1                                                                      | Australia                                                                  | Mondiali 2015 - 1º turno                                                   | -                                                                          | 79’                                                                        |
| 12-6-2015                                                                  | Winnipeg                                                                   | Stati Uniti                                                                | 0 – 0                                                                      | Svezia                                                                     | Mondiali 2015 - 1º turno                                                   | -                                                                          | 78’                                                                        |
| 16-6-2015                                                                  | Vancouver                                                                  | Nigeria                                                                    | 0 – 1                                                                      | Stati Uniti                                                                | Mondiali 2015 - 1º turno                                                   | -                                                                          | 66’                                                                        |
| 22-6-2015                                                                  | Edmonton                                                                   | Stati Uniti                                                                | 2 – 0                                                                      | Colombia                                                                   | Mondiali 2015 - Ottavi di finale                                           | 1                                                                          |                                                                            |
| 26-6-2015                                                                  | Ottawa                                                                     | Cina                                                                       | 0 – 1                                                                      | Stati Uniti                                                                | Mondiali 2015 - Quarti di finale                                           | -                                                                          | 81’                                                                        |
| 30-6-2015                                                                  | Montréal                                                                   | Stati Uniti                                                                | 2 – 0                                                                      | Germania                                                                   | Mondiali 2015 - Semifinale                                                 | -                                                                          | 90+3’                                                                      |
| 5-7-2015                                                                   | Vancouver                                                                  | Stati Uniti                                                                | 5 – 2                                                                      | Giappone                                                                   | Mondiali 2015 - Finale                                                     | -                                                                          | 86’                                                                        |
| 19-8-2015                                                                  | Chattanooga                                                                | Stati Uniti                                                                | 7 – 2                                                                      | Costa Rica                                                                 | Amichevole                                                                 | 1                                                                          | 56’                                                                        |
| 17-9-2015                                                                  | Detroit                                                                    | Stati Uniti                                                                | 5 – 0                                                                      | Haiti                                                                      | Amichevole                                                                 | -                                                                          | 63’                                                                        |
| 20-9-2015                                                                  | Birmingham                                                                 | Stati Uniti                                                                | 8 – 0                                                                      | Haiti                                                                      | Amichevole                                                                 | 1                                                                          |                                                                            |
| 21-10-2015                                                                 | Seattle                                                                    | Stati Uniti                                                                | 1 – 1                                                                      | Brasile                                                                    | Amichevole                                                                 | -                                                                          |                                                                            |
| 25-10-2015                                                                 | Orlando                                                                    | Stati Uniti                                                                | 3 – 1                                                                      | Brasile                                                                    | Amichevole                                                                 | 1                                                                          |                                                                            |
| 10-12-2015                                                                 | San Antonio                                                                | Stati Uniti                                                                | 6 – 0                                                                      | Trinidad e Tobago                                                          | Amichevole                                                                 | 1                                                                          | 60’                                                                        |
| 13-12-2015                                                                 | Glendale                                                                   | Stati Uniti                                                                | 2 – 0                                                                      | Cina                                                                       | Amichevole                                                                 | -                                                                          | 79’                                                                        |
| 16-12-2015                                                                 | New Orleans                                                                | Stati Uniti                                                                | 0 – 1                                                                      | Cina                                                                       | Amichevole                                                                 | -                                                                          | 44’                                                                        |
| 23-1-2016                                                                  | San Diego                                                                  | Stati Uniti                                                                | 5 – 0                                                                      | Irlanda                                                                    | Amichevole                                                                 | 1                                                                          | cap., 58’                                                                  |
| 10-2-2016                                                                  | Dallas                                                                     | Stati Uniti                                                                | 5 – 0                                                                      | Costa Rica                                                                 | Amichevole                                                                 | 2                                                                          |                                                                            |
| 13-2-2016                                                                  | Dallas                                                                     | Messico                                                                    | 0 – 1                                                                      | Stati Uniti                                                                | Amichevole                                                                 | -                                                                          | 84’                                                                        |
| 15-2-2016                                                                  | Frisco                                                                     | Stati Uniti                                                                | 10 – 0                                                                     | Porto Rico                                                                 | Amichevole                                                                 | -                                                                          | 46’                                                                        |
| 19-2-2016                                                                  | Houston                                                                    | Stati Uniti                                                                | 5 – 0                                                                      | Trinidad e Tobago                                                          | Amichevole                                                                 | 3                                                                          |                                                                            |
| 21-2-2016                                                                  | Houston                                                                    | Canada                                                                     | 0 – 2                                                                      | Stati Uniti                                                                | Amichevole                                                                 | -                                                                          | 72’                                                                        |
| 3-3-2016                                                                   | Tampa                                                                      | Stati Uniti                                                                | 1 – 0                                                                      | Inghilterra                                                                | SheBelieves Cup 2016 - 1º turno                                            | -                                                                          | 80’                                                                        |
| 6-3-2016                                                                   | Nashville                                                                  | Stati Uniti                                                                | 1 – 0                                                                      | Francia                                                                    | SheBelieves Cup 2016 - 1º turno                                            | 1                                                                          |                                                                            |
| 9-3-2016                                                                   | Boca Raton                                                                 | Stati Uniti                                                                | 2 – 1                                                                      | Germania                                                                   | SheBelieves Cup 2016 - 1º turno                                            | 1                                                                          |                                                                            |
| 2-6-2016                                                                   | Commerce City                                                              | Stati Uniti                                                                | 3 – 3                                                                      | Giappone                                                                   | Amichevole                                                                 | 2                                                                          |                                                                            |
| 5-6-2016                                                                   | Cleveland                                                                  | Stati Uniti                                                                | 2 – 0                                                                      | Giappone                                                                   | Amichevole                                                                 | 1                                                                          |                                                                            |
| 9-7-2016                                                                   | Chicago                                                                    | Stati Uniti                                                                | 1 – 0                                                                      | Sudafrica                                                                  | Amichevole                                                                 | -                                                                          | 68’                                                                        |
| 22-7-2016                                                                  | Kansas City                                                                | Stati Uniti                                                                | 4 – 0                                                                      | Costa Rica                                                                 | Amichevole                                                                 | -                                                                          | 63’                                                                        |
| 2-8-2016                                                                   | Belo Horizonte                                                             | Stati Uniti                                                                | 2 – 0                                                                      | Nuova Zelanda                                                              | Amichevole                                                                 | 1                                                                          | 81’                                                                        |
| 6-8-2016                                                                   | Belo Horizonte                                                             | Stati Uniti                                                                | 1 – 0                                                                      | Francia                                                                    | Amichevole                                                                 | -                                                                          |                                                                            |
| 9-8-2016                                                                   | Manaus                                                                     | Colombia                                                                   | 2 – 2                                                                      | Stati Uniti                                                                | Amichevole                                                                 | -                                                                          | 46’                                                                        |
| 12-8-2016                                                                  | Brasilia                                                                   | Stati Uniti                                                                | 1 – 1                                                                      | Svezia                                                                     | Amichevole                                                                 | 1                                                                          |                                                                            |
| 15-9-2016                                                                  | Columbus                                                                   | Stati Uniti                                                                | 9 – 0                                                                      | Thailandia                                                                 | Amichevole                                                                 | 2                                                                          |                                                                            |
| 18-9-2016                                                                  | Atlanta                                                                    | Stati Uniti                                                                | 3 – 1                                                                      | Paesi Bassi                                                                | Amichevole                                                                 | -                                                                          | 49’                                                                        |
| 10-11-2016                                                                 | San Jose                                                                   | Stati Uniti                                                                | 8 – 1                                                                      | Romania                                                                    | Amichevole                                                                 | 2                                                                          | 46’                                                                        |
| 13-11-2016                                                                 | Carson                                                                     | Stati Uniti                                                                | 5 – 0                                                                      | Romania                                                                    | Amichevole                                                                 | -                                                                          | 46’                                                                        |
| 1-3-2017                                                                   | New York                                                                   | Stati Uniti                                                                | 1 – 0                                                                      | Germania                                                                   | Amichevole                                                                 | -                                                                          | 79’                                                                        |
| 4-3-2017                                                                   | Austin                                                                     | Stati Uniti                                                                | 0 – 1                                                                      | Inghilterra                                                                | Amichevole                                                                 | -                                                                          | 63’                                                                        |
| 7-3-2017                                                                   | Oklahoma City                                                              | Stati Uniti                                                                | 0 – 3                                                                      | Francia                                                                    | Amichevole                                                                 | -                                                                          | 70’                                                                        |
| 6-4-2017                                                                   | Frisco                                                                     | Stati Uniti                                                                | 4 – 0                                                                      | Russia                                                                     | Amichevole                                                                 | -                                                                          | 47’                                                                        |
| 9-4-2017                                                                   | Dallas                                                                     | Stati Uniti                                                                | 5 – 1                                                                      | Russia                                                                     | Amichevole                                                                 | -                                                                          | 54’                                                                        |
| 27-7-2017                                                                  | Seattle                                                                    | Stati Uniti                                                                | 0 – 1                                                                      | Australia                                                                  | Amichevole                                                                 | -                                                                          | 65’                                                                        |
| 30-7-2017                                                                  | San Diego                                                                  | Stati Uniti                                                                | 4 – 3                                                                      | Brasile                                                                    | Amichevole                                                                 | -                                                                          | 57’                                                                        |
| 3-8-2017                                                                   | Carson                                                                     | Stati Uniti                                                                | 3 – 0                                                                      | Giappone                                                                   | Amichevole                                                                 | 1                                                                          | 73’                                                                        |
| 15-9-2017                                                                  | Commerce City                                                              | Stati Uniti                                                                | 3 – 1                                                                      | Nuova Zelanda                                                              | Amichevole                                                                 | 1                                                                          |                                                                            |
| 19-9-2017                                                                  | Cincinnati                                                                 | Stati Uniti                                                                | 5 – 0                                                                      | Nuova Zelanda                                                              | Amichevole                                                                 | 2                                                                          | 46’                                                                        |
| 19-10-2017                                                                 | New Orleans                                                                | Stati Uniti                                                                | 3 – 1                                                                      | Corea del Sud                                                              | Amichevole                                                                 | 1                                                                          | 63’                                                                        |
| 22-10-2017                                                                 | Cary                                                                       | Stati Uniti                                                                | 6 – 0                                                                      | Messico                                                                    | Amichevole                                                                 | -                                                                          | 47’                                                                        |
| 9-11-2017                                                                  | Vancouver                                                                  | Canada                                                                     | 1 – 1                                                                      | Stati Uniti                                                                | Amichevole                                                                 | 1                                                                          |                                                                            |
| 12-11-2017                                                                 | San Jose                                                                   | Stati Uniti                                                                | 3 – 1                                                                      | Canada                                                                     | Amichevole                                                                 | 1                                                                          |                                                                            |
| 21-1-2018                                                                  | San Diego                                                                  | Stati Uniti                                                                | 5 – 1                                                                      | Danimarca                                                                  | Amichevole                                                                 | 1                                                                          | Cap., 70’                                                                  |
| 1-3-2018                                                                   | Columbus                                                                   | Stati Uniti                                                                | 1 – 0                                                                      | Germania                                                                   | SheBelieves Cup 2018 - 1º turno                                            | -                                                                          | 90+4’                                                                      |
| 4-3-2018                                                                   | Harrison                                                                   | Stati Uniti                                                                | 1 – 1                                                                      | Francia                                                                    | SheBelieves Cup 2018 - 1º turno                                            | -                                                                          | Cap.                                                                       |
| 7-3-2018                                                                   | Orlando                                                                    | Stati Uniti                                                                | 1 – 0                                                                      | Inghilterra                                                                | SheBelieves Cup 2018 - 1º turno                                            | -                                                                          |                                                                            |
| 5-4-2018                                                                   | Jacksonville                                                               | Stati Uniti                                                                | 4 – 1                                                                      | Messico                                                                    | Amichevole                                                                 | 2                                                                          | Cap., 80’                                                                  |
| 8-4-2018                                                                   | Houston                                                                    | Stati Uniti                                                                | 6 – 2                                                                      | Messico                                                                    | Amichevole                                                                 | 2                                                                          |                                                                            |
| 7-6-2018                                                                   | Sandy                                                                      | Stati Uniti                                                                | 1 – 0                                                                      | Cina                                                                       | Amichevole                                                                 | 1                                                                          | Cap., 76’                                                                  |
| 12-6-2018                                                                  | Cleveland                                                                  | Stati Uniti                                                                | 2 – 1                                                                      | Cina                                                                       | Amichevole                                                                 | -                                                                          | Cap., 64’                                                                  |
| 26-7-2018                                                                  | Kansas City                                                                | Stati Uniti                                                                | 4 – 2                                                                      | Giappone                                                                   | Amichevole                                                                 | 3                                                                          | Cap., 73’                                                                  |
| 29-7-2018                                                                  | East Hartford                                                              | Stati Uniti                                                                | 1 – 1                                                                      | Australia                                                                  | Amichevole                                                                 | -                                                                          | Cap.                                                                       |
| 2-8-2018                                                                   | Bridgeview                                                                 | Stati Uniti                                                                | 4 – 1                                                                      | Brasile                                                                    | Amichevole                                                                 | 1                                                                          | Cap., 90’                                                                  |
| 31-8-2018                                                                  | Carson                                                                     | Stati Uniti                                                                | 3 – 0                                                                      | Cile                                                                       | Amichevole                                                                 | -                                                                          | 46’                                                                        |
| 4-9-2018                                                                   | San Jose                                                                   | Stati Uniti                                                                | 4 – 0                                                                      | Cile                                                                       | Amichevole                                                                 | -                                                                          | Cap.                                                                       |
| 4-10-2018                                                                  | Cary                                                                       | Stati Uniti                                                                | 6 – 0                                                                      | Messico                                                                    | CONCACAF Championship 2018 - 1º turno                                      | 2                                                                          |                                                                            |
| 10-10-2018                                                                 | Cary                                                                       | Trinidad e Tobago                                                          | 0 – 7                                                                      | Stati Uniti                                                                | CONCACAF Championship 2018 - 1º turno                                      | 2                                                                          | 61’                                                                        |
| 14-10-2018                                                                 | Frisco                                                                     | Stati Uniti                                                                | 6 – 0                                                                      | Giamaica                                                                   | CONCACAF Championship 2018 - Semifinale                                    | 2                                                                          |                                                                            |
| 17-10-2018                                                                 | Frisco                                                                     | Canada                                                                     | 0 – 2                                                                      | Stati Uniti                                                                | CONCACAF Championship 2018 - Finale                                        | 1                                                                          | Cap.                                                                       |
| 8-11-2018                                                                  | Lisbona                                                                    | Portogallo                                                                 | 0 – 1                                                                      | Stati Uniti                                                                | Amichevole                                                                 | -                                                                          | Cap., 46’                                                                  |
| 11-11-2018                                                                 | Paisley                                                                    | Scozia                                                                     | 0 – 1                                                                      | Stati Uniti                                                                | Amichevole                                                                 | 1                                                                          | 88’                                                                        |
| 19-1-2019                                                                  | Le Havre                                                                   | Francia                                                                    | 3 – 1                                                                      | Stati Uniti                                                                | Amichevole                                                                 | -                                                                          | Cap., 84’                                                                  |
| 21-1-2019                                                                  | Alicante                                                                   | Spagna                                                                     | 0 – 1                                                                      | Stati Uniti                                                                | Amichevole                                                                 | -                                                                          |                                                                            |
| 28-2-2019                                                                  | Chester                                                                    | Stati Uniti                                                                | 2 – 2                                                                      | Giappone                                                                   | SheBelieves Cup 2019 - 1º turno                                            | 1                                                                          | Cap., 85’                                                                  |
| 2-3-2019                                                                   | Nashville                                                                  | Stati Uniti                                                                | 2 – 2                                                                      | Inghilterra                                                                | SheBelieves Cup 2019 - 1º turno                                            | -                                                                          |                                                                            |
| 6-3-2019                                                                   | Tampa                                                                      | Stati Uniti                                                                | 1 – 0                                                                      | Brasile                                                                    | SheBelieves Cup 2019 - 1º turno                                            | -                                                                          | Cap., 88’                                                                  |
| 5-4-2019                                                                   | Commerce City                                                              | Stati Uniti                                                                | 5 – 3                                                                      | Australia                                                                  | Amichevole                                                                 | 1                                                                          | Cap., 81’                                                                  |
| 8-4-2019                                                                   | Los Angeles                                                                | Stati Uniti                                                                | 6 – 0                                                                      | Belgio                                                                     | Amichevole                                                                 | 1                                                                          | Cap., 46’                                                                  |
| 14-5-2019                                                                  | Santa Clara                                                                | Stati Uniti                                                                | 3 – 0                                                                      | Sudafrica                                                                  | Amichevole                                                                 | -                                                                          | Cap., 60’                                                                  |
| 17-5-2019                                                                  | Saint Louis                                                                | Stati Uniti                                                                | 5 – 0                                                                      | Nuova Zelanda                                                              | Amichevole                                                                 | -                                                                          | Cap., 73’                                                                  |
| 26-5-2019                                                                  | Harrison                                                                   | Stati Uniti                                                                | 3 – 0                                                                      | Messico                                                                    | Amichevole                                                                 | -                                                                          | Cap., 46’                                                                  |
| 11-6-2019                                                                  | Reims                                                                      | Stati Uniti                                                                | 13 – 0                                                                     | Thailandia                                                                 | Mondiali 2019 - 1º turno                                                   | 5                                                                          |                                                                            |
| 20-6-2019                                                                  | Le Havre                                                                   | Svezia                                                                     | 0 – 2                                                                      | Stati Uniti                                                                | Mondiali 2019 - 1º turno                                                   | -                                                                          | Cap., 45’                                                                  |
| 24-6-2019                                                                  | Reims                                                                      | Spagna                                                                     | 1 – 2                                                                      | Stati Uniti                                                                | Mondiali 2019 - Ottavi di finale                                           | -                                                                          | 86’                                                                        |
| 28-6-2019                                                                  | Parigi                                                                     | Francia                                                                    | 1 – 2                                                                      | Stati Uniti                                                                | Mondiali 2019 - Quarti di finale                                           | -                                                                          |                                                                            |
| 2-7-2019                                                                   | Lione                                                                      | Inghilterra                                                                | 1 – 2                                                                      | Stati Uniti                                                                | Mondiali 2019 - Semifinale                                                 | 1                                                                          |                                                                            |
| 7-7-2019                                                                   | Lione                                                                      | Stati Uniti                                                                | 2 – 0                                                                      | Paesi Bassi                                                                | Mondiali 2019 - Finale                                                     | -                                                                          |                                                                            |
| 27-11-2020                                                                 | Breda                                                                      | Paesi Bassi                                                                | 0 – 2                                                                      | Stati Uniti                                                                | Amichevole                                                                 | -                                                                          | 45’                                                                        |
| 19-2-2021                                                                  | Orlando                                                                    | Stati Uniti                                                                | 1 – 0                                                                      | Canada                                                                     | SheBelieves Cup 2021                                                       | -                                                                          | 64’                                                                        |
| 21-2-2021                                                                  | Miami                                                                      | Stati Uniti                                                                | 2 – 0                                                                      | Brasile                                                                    | SheBelieves Cup 2021                                                       | -                                                                          | 71’                                                                        |
| 24-2-2021                                                                  | Dallas                                                                     | Stati Uniti                                                                | 6 – 0                                                                      | Argentina                                                                  | SheBelieves Cup 2021                                                       | 1                                                                          | 46’                                                                        |
| 10-4-2021                                                                  | Stoccolma                                                                  | Svezia                                                                     | 1 – 1                                                                      | Stati Uniti                                                                | Amichevole                                                                 | -                                                                          | 65’                                                                        |
| 13-4-2021                                                                  | Le Havre                                                                   | Francia                                                                    | 0 – 2                                                                      | Stati Uniti                                                                | Amichevole                                                                 | 1                                                                          | 76’                                                                        |
| 11-6-2021                                                                  | Houston                                                                    | Stati Uniti                                                                | 1 – 0                                                                      | Portogallo                                                                 | Amichevole                                                                 | -                                                                          | 73’                                                                        |
| 14-6-2021                                                                  | Chicago                                                                    | Stati Uniti                                                                | 4 – 0                                                                      | Giamaica                                                                   | Amichevole                                                                 | 1                                                                          | 46’                                                                        |
| 17-6-2021                                                                  | Pasadena                                                                   | Stati Uniti                                                                | 2 – 0                                                                      | Nigeria                                                                    | Amichevole                                                                 | -                                                                          | 53’                                                                        |
| 1-7-2021                                                                   | East Hartford                                                              | Stati Uniti                                                                | 4 – 0                                                                      | Messico                                                                    | Amichevole                                                                 | -                                                                          | 78’                                                                        |
| 5-7-2021                                                                   | East Hartford                                                              | Stati Uniti                                                                | 4 – 0                                                                      | Messico                                                                    | Amichevole                                                                 | -                                                                          | 46’                                                                        |
| 19-7-2022                                                                  | Monterrey                                                                  | Stati Uniti                                                                | 1 – 0                                                                      | Canada                                                                     | Amichevole                                                                 | 1                                                                          | 89’                                                                        |
| 3-9-2022                                                                   | Detroit                                                                    | Stati Uniti                                                                | 4 – 0                                                                      | Nigeria                                                                    | Amichevole                                                                 | 1                                                                          | 71’                                                                        |
| 7-9-2022                                                                   | Columbus                                                                   | Stati Uniti                                                                | 2 – 1                                                                      | Spagna                                                                     | Amichevole                                                                 | -                                                                          | 80’                                                                        |
| 10-11-2022                                                                 | Fort Lauderdale                                                            | Stati Uniti                                                                | 1 – 2                                                                      | Svezia                                                                     | Amichevole                                                                 | -                                                                          |                                                                            |
| 13-11-2022                                                                 | Harrison                                                                   | Stati Uniti                                                                | 2 – 1                                                                      | Germania                                                                   | Amichevole                                                                 | -                                                                          | 83’                                                                        |
| 18-1-2023                                                                  | Auckland                                                                   | Nuova Zelanda                                                              | 0 – 4                                                                      | Stati Uniti                                                                | Amichevole                                                                 | 1                                                                          |                                                                            |
| 17-2-2023                                                                  | Orlando                                                                    | Stati Uniti                                                                | 2 – 0                                                                      | Canada                                                                     | Amichevole                                                                 | -                                                                          | 61’                                                                        |
| 19-2-2023                                                                  | Nashville                                                                  | Stati Uniti                                                                | 1 – 0                                                                      | Giappone                                                                   | Amichevole                                                                 | -                                                                          | 72’                                                                        |
| 23-2-2023                                                                  | Frisco                                                                     | Stati Uniti                                                                | 2 – 1                                                                      | Brasile                                                                    | Amichevole                                                                 | 1                                                                          | 80’                                                                        |
| 8-4-2023                                                                   | Austin                                                                     | Stati Uniti                                                                | 2 – 0                                                                      | Belgio                                                                     | Amichevole                                                                 | -                                                                          | 67’                                                                        |
| 11-4-2023                                                                  | Saint Louis                                                                | Stati Uniti                                                                | 1 – 0                                                                      | Irlanda                                                                    | Amichevole                                                                 | -                                                                          | 46’                                                                        |
| 9-7-2023                                                                   | San José                                                                   | Stati Uniti                                                                | 2 – 0                                                                      | Galles                                                                     | Amichevole                                                                 | -                                                                          | 46’                                                                        |
| 22-7-2023                                                                  | Auckland                                                                   | Stati Uniti                                                                | 3 – 0                                                                      | Vietnam                                                                    | Mondiali 2023 - 1º turno                                                   | -                                                                          | 63’                                                                        |
| 27-7-2023                                                                  | Wellington                                                                 | Stati Uniti                                                                | 1 – 1                                                                      | Paesi Bassi                                                                | Mondiali 2023 - 1º turno                                                   | -                                                                          |                                                                            |
| 1-8-2023                                                                   | Auckland                                                                   | Portogallo                                                                 | 0 – 0                                                                      | Stati Uniti                                                                | Mondiali 2023 - 1º turno                                                   | -                                                                          | 90+7’                                                                      |
| 6-8-2023                                                                   | Melbourne                                                                  | Svezia                                                                     | 0 – 0 dts (5 – 4 dtr)                                                      | Stati Uniti                                                                | Mondiali 2023 - Ottavi di finale                                           | -                                                                          | 98’                                                                        |
| 22-9-2023                                                                  | Detroit                                                                    | Stati Uniti                                                                | 3 – 0                                                                      | Cina                                                                       | Amichevole                                                                 | -                                                                          | 61’                                                                        |
| 24-9-2023                                                                  | Chicago                                                                    | Stati Uniti                                                                | 2 – 0                                                                      | Sudafrica                                                                  | Amichevole                                                                 | 1                                                                          | 65’                                                                        |
| 21-2-2024                                                                  | Oakland                                                                    | Stati Uniti                                                                | 5 – 0                                                                      | Rep. Dominicana                                                            | Gold Cup 2024 - 1º turno                                                   | 1                                                                          | 67’                                                                        |
| 24-2-2024                                                                  | Pasadena                                                                   | Argentina                                                                  | 0 – 4                                                                      | Stati Uniti                                                                | Gold Cup 2024 - 1º turno                                                   | 1                                                                          | 46’                                                                        |
| 27-2-2024                                                                  | Carson                                                                     | Stati Uniti                                                                | 0 – 2                                                                      | Messico                                                                    | Gold Cup 2024 - 1º turno                                                   | -                                                                          | 46’                                                                        |
| 4-3-2024                                                                   | Los Angeles                                                                | Stati Uniti                                                                | 3 – 0                                                                      | Colombia                                                                   | Gold Cup 2024 - Quarti di finale                                           | -                                                                          | 15’ 72’                                                                    |
| Totale                                                                     |                                                                            | Presenze                                                                   | 202                                                                        |                                                                            | Reti                                                                       | 117                                                                        |                                                                            |

## Palmarès

### Club

#### Competizioni nazionali
- Women's Professional Soccer: 1

Western NY Flash: 2011
- National Women's Soccer League: 1

Portland Thorns: 2013
- Campionato francese: 1

Olympique Lione: 2016-2017
- Coppa di Francia: 1

Olympique Lione: 2016-2017
- NWSL Challenge Cup: 1

2024

#### Competizioni internazionali
- UEFA Women's Champions League: 1

Olympique Lione: 2016-2017

### Nazionale
- Algarve Cup: 3

Portogallo 2011, Portogallo 2013, Portogallo 2015
- Oro olimpico: 1

Londra 2012
- CONCACAF Women's Championship: 3

2014, 2018, 2022
- Campionato mondiale: 2

Canada 2015, Francia 2019
- SheBelieves Cup: 5

2016, 2018, 2021, 2023, 2024
- Bronzo olimpico: 1

Tokyo 2020

### Individuale
- Miglior calciatrice del campionato mondiale: 1

Francia 2019
- Capocannoniere del campionato mondiale: 1

Francia 2019 (6 gol)

## Nella cultura di massa
Nel 2023 Morgan è comparsa nella docuserie Netflix Under Pressure: la nazionale di calcio femminile USA, insieme alle sue compagne della nazionale, in cui, tramite una serie di interviste, racconti e filmati, viene narrato il percorso degli Stati Uniti ai Mondiali del 2023.

## Filmografia

### Televisione
- Under Pressure: la nazionale di calcio femminile USA – docuserie (2023)